# Amphorogyne
Amphorogyne es un género con tres especies de plantas de flores perteneciente a la familia Santalaceae.

## Taxonomía
El género fue descrito por Stauffer & Hürl. y publicado en Vierteljahrsschrift der Naturforschenden Gesellschaft in Zürich 102: 337. 1957. La especie tipo es: Amphorogyne spicata

## Especies seleccionadas
- Amphorogyne celastroides
- Amphorogyne spicata
- Amphorogyne staufferi